# Drużba Arzamas
Drużba Arzamas (ros. Футбольный клуб «Дружба» Арзамас, Futbolnyj Kłub "Drużba" Arzamas) – rosyjski klub piłkarski z siedzibą w Arzamasie w obwodzie niżnonowogrodzkim.

## Historia
Chronologia nazw:
- 1990—1991: Znamia Arzamas (ros. «Знамя» Арзамас)
- 1992—1999: Torpedo Arzamas (ros. «Торпедо» Арзамас)
- 1999—2001: FK Arzamas (ros. ФК «Арзамас»)
- 2002—2009: Drużba Arzamas (ros. «Дружба» Арзамас)
- 2010—...: Drużba-TDD Arzamas (ros. «Дружба-ТДД» Арзамас)

Piłkarska drużyna Znamia została założona w 1990 w mieście Arzamas.
W latach 1990–1991 występował w Drugiej Niższej Lidze, strefie 10 Mistrzostw ZSRR.
W Mistrzostwach Rosji klub pod nazwą Torpedo Arzamas debiutował w Drugiej Lidze, strefie 4. W 1994 zajął 2. miejsce i awansował do Pierwszej Ligi, w której występował przez 2 lata. W 1997 występował w Drugiej Lidze, strefie centralnej, a od 1998 w Drugiej Dywizji, strefie nadwołżańskiej. W 1998 zmienił nazwę na FK Arzamas i spadł do Amatorskiej Ligi. W 2004 przyjął nazwę Drużba Arzamas.

## Sukcesy
- Druga Niższa Liga, strefa 5: 3. miejsce: 1990
- Rosyjska Pierwsza Liga: 14. miejsce: 1995
- Puchar Rosji: 1/4 finalista: 1995

## Znani piłkarze
- / Anatolij Kaniszczew